# Othmar Rieger
Othmar Rieger (* 22. Februar 1904 in Hartberg; † 10. Februar 1966 ebenda) war ein österreichischer Germanist, Lehrer, Dichter und Erzähler.

## Leben
Als Sohn eines Gutsverwalters geboren, besuchte er als Offiziersschüler eine Militär-Unterrealschule der Monarchie und danach die Bundeserziehungsanstalt in Wien-Breitensee, wo er 1922 maturierte. Er studierte Philosophie, Germanistik und Anglistik in Wien. Während seines Studiums wurde er 1922 Mitglied der Burschenschaft Ostmark Wien (durch Fusion 1955 auch der Burschenschaft Alania Wien).
Nach seinem Studium wurde er Mittelschullehrer in Laa an der Thaya. Am 16. Mai 1938 beantragte er die Aufnahme in die NSDAP und wurde rückwirkend zum 1. Mai desselben Jahres aufgenommen (Mitgliedsnummer 6.225.715). Von 1938 bis 1945 war er Direktor der Oberschule in Amstetten und NSDAP-Kreiskulturstellenleiter. 1944 nahm er am Zweiten Weltkrieg teil und geriet in sowjetische Kriegsgefangenschaft und in das Auffanglager Auschwitz, wo er die Gedichte Die Edelsteinlegende schrieb. 1945 nach Hause zurückgekehrt, übernahm er von seinem Vater die Gutsverwaltung in Hartberg. Otto Hofmann-Wellenhof ermöglichte ihm Rundfunkauftritte. Er war auch als Mitarbeiter österreichischer und deutscher Zeitungen tätig.

## Ehrungen
- 1959: Ottokar-Kernstock-Preis
- Othmar-Rieger-Straße in Hartberg

## Veröffentlichungen (Auswahl)
- Schattenweg und Sonnenpfad. Gedichte Wien 1943.
- Gericht über das Feuer Balladen. Graz, Wien 1955.
- Brünhild. Dichtung in siebzehn Gesängen. Graz, Wien, Köln 1966.
- Es ist eine Stadt. Lyrisches Volksbuch. 3. Auflage, Hartberg 1967.